# Open d'Orleans 2022
L'Open d'Orleans 2022 è stato un torneo maschile tennis professionistico. È stata la 17ª edizione del torneo, facente parte della categoria Challenger 125 nell'ambito dell'ATP Challenger Tour 2022, con un montepremi di 134 920 €. Si è svolto dal 26 settembre al 2 ottobre 2022 sui campi in cemento del Palais des Sports di Orléans, in Francia.

## Partecipanti

### Teste di serie
| Nazionalità | Giocatore        | Ranking* | Testa di serie |
| ----------- | ---------------- | -------- | -------------- |
| Francia     | Corentin Moutet  | 64       | 1              |
| Francia     | Hugo Gaston      | 79       | 2              |
| Francia     | Richard Gasquet  | 85       | 3              |
| Francia     | Quentin Halys    | 86       | 4              |
| Ungheria    | Márton Fucsovics | 91       | 5              |
| Slovacchia  | Norbert Gombos   | 101      | 6              |
| Svizzera    | Henri Laaksonen  | 125      | 7              |
| Stati Uniti | Jack Sock        | 128      | 8              |

* Ranking al 19 settembre 2022.

### Altri partecipanti
I seguenti giocatori hanno ricevuto una wild card per il tabellone principale:
- Richard Gasquet
- Harold Mayot
- Corentin Moutet

I seguenti giocatori sono entrati in tabellone come special exempt:
- Adrian Andreev
- Nerman Fatić

Il seguente giocatore è entrato in tabellone come alternate:
- Skander Mansouri

I seguenti giocatori sono passati dalle qualificazioni:
- Lukáš Rosol
- Joris De Loore
- Ulises Blanch
- Maxime Janvier
- Arthur Fils
- Mats Rosenkranz

## Campioni

### Singolare
Grégoire Barrère ha sconfitto in finale  Quentin Halys con il punteggio di 4–6, 6–3, 6–4.

### Doppio
Nicolas Mahut /  Édouard Roger-Vasselin hanno sconfitto in finale  Michael Geerts /  Skander Mansouri con il punteggio di 6–2, 6–4.